# Важка ноша
«Важка ноша» — радянський художній фільм 1983 року, знятий режисером Бабою Аннановим на кіностудії «Туркменфільм».

## Сюжет
За мотивами роману Т. Джумагельдиєва «Земля пам'ятає все». Довгі роки головою колгоспу був батько Мергена. Після смерті батька син став спадкоємцем господарства і виявилося, що багато чого треба змінювати докорінно, з чим згодні далеко не всі односельці. Але Мерген не поспішає, поступово залучаючи до своїх задумів все більше і більше колгоспників.

## У ролях
- Нуркули Ораздурдиєв — Мерген
- Баба Аннанов — Машат
- Керім Аннанов — Ораз
- Артик Джаллиєв — Курт
- Ая Оразова — Дурсун
- Володимир Нікітін — Сергій
- Алтин Ходжаєва — Бахаргуль
- Худайберди Ніязов — роль другого плану

## Знімальна група
- Режисер — Баба Аннанов
- Сценарист — Тіркіш Джумагельдиєв
- Оператор — Анатолій Карпухін
- Композитор — Реджеп Аллаяров
- Художник — Селім Амангельдиєв